# Babsi Jones
Babsi Jones (Milano, 1968) è una scrittrice e giornalista italiana.

## Biografia
Ha vissuto per sette anni a Londra, a cavallo tra il 1980 ed il 1990, lavorando come giornalista musicale con lo pseudonimo di Stella Szabo. Ha collaborato con agenzie stampa e siti di informazione indipendenti, occupandosi della questione del Kosovo ed in generale occupandosi di slavistica. Ha pubblicato racconti su libri, giornali e riviste, tra cui "Nuovi Argomenti", sull'antologia "Voi siete qui" (Minimum fax, 2007) e “Tu sei lei” (Minimum fax, 2008). Per la collana 24/7 di Rizzoli ha pubblicato “Sappiano le mie parole di sangue” (2007), definito “oggetto narrativo non identificato” dai promotori del New Italian Epic e segnalato al Premio del Giovedì Marisa Rusconi edizione 2008. Con un articolo polemico pubblicato sul suo blog intitolato "La reinvenzione del silenzio" e con il breve dramma "In morte di Babsi J." (Minimum fax, 2008) ha annunciato l'abbandono della scena letteraria, ritirandosi a studiare logica Mādhyamika in un centro di Buddhismo Mahāyāna.

## Opere
- 2007 - Voi siete qui, Minimum fax, Roma
- 2007 - Sappiano le mie parole di sangue, Rizzoli, Milano
- 2008 - Tu sei lei - Otto scrittrici italiane, Minimum fax, Roma